# Károly Goldmark
Pour les articles homonymes, voir Goldmark (homonymie).
Károly Goldmark (ou Karl Goldmark en allemand) est un compositeur hongrois, né le 18 mai 1830 à Keszthely et mort le 2 janvier 1915 à Vienne.

## Biographie
Il est issu d'une famille nombreuse juive (plus d'une vingtaine d'enfants), dont le père exerce la profession de cantor. Il apprend le violon et, dès l'âge de douze ans, fait montre d'un réel talent de compositeur en écrivant, notamment, des pièces vocales. Il fait ses études à l'école de la Société musicale de Sopron (1842-1844) où l'on remarque ses capacités de violoniste.
Il se rend ensuite à Vienne où il est l'élève de Jança puis poursuit ses études au Conservatoire de Vienne avec Preger pour l'harmonie et Böher pour le violon. Il se fait un nom comme pédagogue (Jean Sibelius compte parmi ses élèves) et comme compositeur.
En 1851, il est engagé au théâtre de Josefstadt, puis au Carlstheater, approfondissant ses connaissances musicales qu'il met à profit dans ses propres œuvres. En 1858, il organise un concert de sa propre musique mais la réaction de la presse viennoise est négative, ce qui le décide à partir pour Budapest, où il donne des leçons de piano et continue l'étude de la composition. En 1859, il donne un deuxième concert et retourne à Vienne en 1860, où il rencontre Johannes Brahms, avec qui il se lie d'amitié. Avec Joseph Joachim, Brahms et le critique musical Eduard Hanslick, il défend la musique pure contre celle de Wagner.
Son quatuor à cordes, opus 8 le rend immédiatement célèbre.
Les grandes étapes de sa carrière sont la création de son ouverture Sakuntala par l'Orchestre philharmonique de Vienne, le 26 décembre 1865, et la première représentation de son opéra La Reine de Saba à l'Opéra de Vienne, le 10 mars 1875. Ces deux œuvres remportent un immense succès. On ne saurait passer sous silence son Concerto en la mineur pour violon et orchestre, composé en 1877, soit dix ans après le premier concerto de Max Bruch.
Sa musique évoque surtout la musique traditionnelle de la Hongrie et la musique liturgique juive.
Ses opéras le placent entre Giacomo Meyerbeer et Wagner.

## Œuvre
Károly Goldmark laisse environ 60 œuvres musicales, dont :

### Opéras
- La Reine de Saba (Die Königin von Saba), (1875, création à Vienne le 10 mars 1875)
- Merlin, (1886, création à Vienne le 19 novembre 1886)
- Das Heimchen am Herd, d'après The Cricket on the Hearth de Dickens, (1896, création à Vienne le 21 mars 1896)
- Die Kriegsgefangenen, (création à Vienne le 17 janvier 1899)
- Götz von Berlichingen, d'après Goethe (création à Budapest le 16 décembre 1902)
- Ein Wintermärchen, d'après A Winters's Tale, de Shakespeare (création à Vienne le 2 janvier 1908)

### Orchestre
- Ouverture Sakuntala, op. 13 (1865)
- Scherzo en mi mineur, op. 19 (1863-65)
- Symphonie no 1 Ländliche Hochzeit, op. 26 (1877)
- Concerto pour violon no 1, op. 28 en la mineur (création à Nuremberg le 28 octobre 1878)
- Ouverture Penthesilea, op. 31 (1884)
- Symphonie no 2, op. 35 (1887)
- Ouverture Im Frühling, op. 36 (1887)
- Ouverture Der gefesselte Prometheus, op. 38 (1889)
- Ouverture Sappho, op. 44 (1894)
- Scherzo en la majeur, op. 45 (1894)
- Zrínyi - Poème symphonique op. 47 (1907)
- Ouverture In Italien, op. 49 (1904)
- Ouverture Aus Jugendtagen, op. 53 (1913)

### Musique de chambre
- Trio pour violon, violoncelle et piano, op. 4, en si bémol majeur (1858/59)
- Quatuor à cordes, op. 8, en si bémol majeur (1860)
- Quintette pour 2 violons, alto et 2 violoncelles, op. 9, en la mineur (1862)
- Suite pour violon et piano, op. 11, en mi majeur
- Sonate pour violon et piano, op. 25, en ré majeur (1874)
- Quintette pour 2 violons, alto, violoncelle et piano, op. 30, en si bémol majeur (1878)
- Trio pour violon, violoncelle et piano, op. 33, en mi mineur (1879)
- Sonate pour violoncelle et piano, op. 39, en fa majeur (1890)
- Suite pour violon et piano, op. 43, en mi bémol majeur (1892)
- Quintette pour 2 violons, alto, violoncelle et piano, op. 54, en ré bémol majeur (1914)

## Postérité
"Ouverture de Sakuntala, 8 rappels enthousiastes. Par tous les diables, ce Goldmark! Je ne l'aurais pas cru capable de cela ! Cette ouverture est cent fois mieux construite que n'importe quoi de Wagner, et psychologiquement si captieuse, si raffinée, que je recommençais à respirer l'air de Paris..." Nietzsche, lettre à Peter Gast du 2 décembre 1888

## Discographie sélective (au 14/02/2020)
- Quatuor à cordes op.8 ; Quintette à cordes op.9 : Mezö, Quatuor Lajtha (Hungaroton, 1993)
- Concerto n°1 pour violon et orchestre, op.28 : Itzhak Perlman (violon), Orchestre Symphonique de Pittsburg, dir.: André Previn (EMI, 1979/80, + Korngold : Concerto pour violon op.35)
- Symphonie "Mariage Rustique", op.26 : Utah Symphony Orchestra, dir.: Maurice Abravanel (Vanguard, 1964)
- Symphonie n°2 op.35 ; Penthésilée, ouverture op.31 : Rhenish Philharmonic Orchestra, dir.: Michaël Halasz (Marco Polo, 1985)
- 4 Ouvertures : Sakuntala, Im Frühling, Prométhée, De l'Italie : Budapest Philharmonic Orchestra, dir.: Andras Korodi (Hungaroton, 1984)
- Ouverture Sakuntala op.13, Ouverture Penthesilea op.31, Ouverture Sappho op.44, Scherzos pour orchestre op.19 et op.45 : Bamberger Symphoniker, dir.: Fabrice Bollon (CPO, 2018)
- La Reine de Saba, opéra de 1875 : Solyom-Nagy, Takacs… Opéra de Budapest, dir.: Adam Fischer (Hungaroton, 1979)